# Junko Shimada

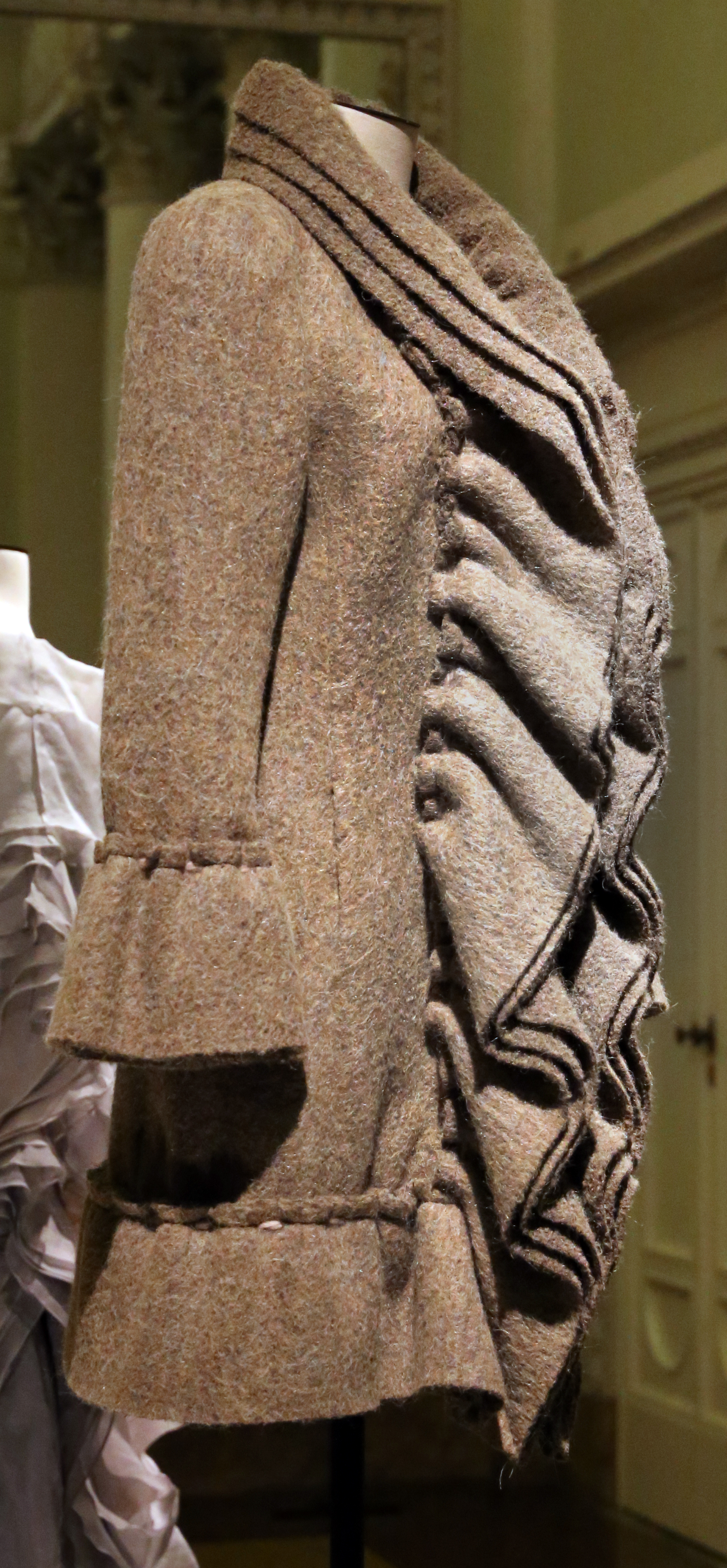
Mantel, entworfen von Junko Shimada

Junko Shimada (japanisch 島田 順子, Shimada Junko; geboren 7. Juli 1941 in Tateyama (Präfektur Chiba)) ist eine japanische Mode-Designerin.

## Leben und Wirken
Junko Shimada wurde als dritte Tochter von sechs Schwestern geboren. Nach ihrem Abschluss an der „Chiba Prefectural Awa Second High School“ (葉県立安房第二高等学校), heute „Chiba Prefectural Awa High School“ (千葉県立安房高等学校) und der „Sugino Gakuen Dressmaker Academy“ (杉野学園ドレスメーカー学院) zog sie 1966, angeregt durch französische Filme, nach Paris. Dort trat sie in ein Forschungslabor des Kaufhaus Printemps ein, wurde 1970 Mitglied der Designergruppe „Maphia“ und wechselte 1975 zum Kaufhaus Cacharel.
1981 gründete Shimada in Paris das „Junko Shimada Design Studio“, schuf die Designmarke „49AV Junko Shimada“ und beteiligte sich an Ausstellungen in Paris und Tokio. 1988 erfolgte die Gründung von „Junko Shimada International“ in Tokio. 1996 erhielt sie den „Japan Fashion Editors Club Designer Award“.
Im Jahr 2013 war Shimada zuständig für die Kleidung der japanischen Teilnehmer für die Bewerbungsaktivitäten anlässlich der Generalversammlung des Internationalen Olympischen Komitees für die Olympischen Sommerspiele 2020 und für die Spiele selbst. Im Jahr 2014 wurde Shimada als Ritter der Ehrenlegion der Französischen Republik ausgezeichnet.
Die 78. Kollektion 2020–2021 wurde im März 2020 in Paris angekündigt.